# Волна (альбом)
«Волна» — пятый студийный альбом группы «Операция Пластилин». Издан на лейбле Soyuz Music в виде концептуального альбома состоящего из двух частей. Релиз первой части альбома состоялся 18 октября 2016 года. Вторая часть вышла 10 ноября 2016 года.

## Информация об альбоме
Первоначально альбом задумывался как сборник акустических песен в который планировалось поместить материал ранее не изданный и который требует переиздания по мнению Анатолия Царёва. В процессе записи зародилась новая концепция альбом был поделён на две части в соответствии с настроением каждой. Первая часть «Волны» охарактеризована как «подъем» ближе к мажорному звучанию так как на пластинке чётко прослеживается яркий динамизм и общий эмоциональный окрас имеющий положительно-оптимистичный настрой. Вторая часть как «спад» потому как имеет более лиричное и в целом подавленное настроение и соответственно относится к минорному звучанию. Песня «Шизгара» была выпущена синглом 30 сентября 2016 года. Название отсылает к другой популярной песне «Venus» 1969 года. В припеве композиции «Шизгара» присутствует имя философа и поэта Омара Хайяма. В интервью Анатолий Царёв рассказал что Омар Хайям не оказал никакого влияния на него обозначив что словосочетание «Омар Хайям» было использовано как «собирательный образ мудреца» в противопоставление «обычному человеку» и не более. Композиция «Ты и я» была взята с альбома «Акустический альбом утренник» 2006 года и перезаписана в новой аранжировке. Песня «Гоа» написана после визита в Индию. Композиция «Лето» была дописана на репетиции за несколько минут до записи сама же песня навеяна строками из поста размещённого в интернете знакомым Анатолия Царёва. Песня «Миг — и я на крыше» приобрела студийную версию для альбома. Впервые композиция была сыграна на одном из квартирников в 2007 году и не входила ни в один релиз группы. В коде «Миг — и я на крыше» звучит кавер на песню «Wonderlust King» группы Gogol Bordello. Композиция «Мне не больно» также имела только концертное исполнение и впервые была записана в студии для альбома. Песня «Я тебя отвоюю» написана на стихи Марины Цветаевой. Идея записать песню на стих серебряного века у Светланы «Белки» и «рйна» появилась на одной из репетиций во время записи песни «Жизнь из фотографий». Музыканты перепробовали ряд стихотворений разных поэтов начиная от Ахматовой, Маяковского, Есенина, Гумилёва, Саши Чёрного, Бельмонта и заканчивая Блоком но остановили свой выбор на одном из стихотворений Цветаевой так как то идеально идеально ложилось на музыку. Впоследствии концертная версия стала исполняться сольно скрипачкой Екатериной Цион-Княжевой. Песня «Целое из дыр» из альбома «Прайд» была перезаписана в новой аранжировке, с духовыми инструментами. В коде «Целое из дыр» исполнена кавер-версия песни «Evil» группы Interpol. Композиция «Я тоже не могу уснуть» написана на стихи Екатерины Сажневой (Кулаченко) на момент выпуска альбома концертному исполнению исчислялось десять лет. В интервью порталу «Rockcult» Анатолий признался что не является почитателем Бориса Виана подчеркнув что название носит второплановую роль несмотря на то что в композиции присутствует имя писателя, а сама песня написана под вдохновением от фильма «Пена дней» с актрисой Одри Тоту в главной роли. Презентация альбома состоялась 25 ноября в московском клубе Stereo Hall и 3 декабря в питерском клубе «Зал Ожидания» 2016 года. На второй день после релиза альбом попал на второе место в Google Play и вошёл в топ-10 альбомов iTunes. В конце 2016 года по версии журнала Союз Музыка «Волна» попала в топ-20 альбомов года.

## Критика
«Шизгара» звучит так, будто пьяные пожилые панки разогнали бардов из «Гнезда глухаря» и захватили их инструменты … «Моя Гиперборея», выполненная в стилистике лидеров «Чартовой дюжины»; В «Лете» группа добавляет элементы spoken word, но затем сваливается в неоправданную брутальность, … В «Родной стране» «Операция Пластилин» играет на контрасте между пасторальной мелодией и жёстким текстом, а заодно доказывает (надеюсь, что и себе самим), что для беспощадности формулировок мат им вовсе не нужен.
Второй диск звучит менее резко и более лирично, здесь в аранжировках активнее используются скрипки, хотя всё равно не очень понятно, зачем было разбивать релиз на две части вместо того, чтобы собрать лучшее на одной пластинке. Стоит обратить внимание на русскороковую «6», пост-летовскую «Я твоя», разговорную «Так легко дышать», пронзительную «Я тебя отвоюю», балладные «Шрамы» и «Я тоже не могу уснуть», а также взволнованную «Как Борис Виан», где запрещённые слова наконец-то используются строго по делу.
— Алексей Мажаев, InterMedia

## Список композиций
Все тексты написаны Анатолием Царёвым кроме отмеченных, вся музыка написана группой «Операция Пластилин».
| №                   | Название             | Длительность |
| ------------------- | -------------------- | ------------ |
| 1.                  | «Шизгара»            | 2:50         |
| 2.                  | «Ты и я»             | 3:39         |
| 3.                  | «Гоа»                | 3:47         |
| 4.                  | «Моя Гиперборея»     | 4:38         |
| 5.                  | «Лето»               | 4:58         |
| 6.                  | «Миг – и я на крыше» | 4:15         |
| 7.                  | «Родная страна»      | 4:24         |
| 8.                  | «Кришна спит»        | 4:53         |
| 9.                  | «Ультрафиолет»       | 3:36         |
| Общая длительность: | Общая длительность:  | 37:00        |

| №                   | Название                                                      | Длительность |
| ------------------- | ------------------------------------------------------------- | ------------ |
| 10.                 | «6»                                                           | 3:23         |
| 11.                 | «Я твоя»                                                      | 2:34         |
| 12.                 | «Так легко дышать»                                            | 3:59         |
| 13.                 | «Мне не больно»                                               | 4:24         |
| 14.                 | «Я тебя отвоюю» (стих Марины Цветаевой)                       | 4:19         |
| 15.                 | «Целое из дыр»                                                | 3:36         |
| 16.                 | «Шрамы»                                                       | 2:43         |
| 17.                 | «Я тоже не могу уснуть» (стих Екатерины Сажневой (Кулаченко)) | 3:56         |
| 18.                 | «Как Борис Виан»                                              | 3:51         |
| Общая длительность: | Общая длительность:                                           | 32:45        |

## Участники записи
| Операция Пластилин - Анатолий Царёв — вокал, гитары, перкуссия. - Екатерина Цион-Княжева — скрипка, вокал. - Алексей Разумов — бас-гитара, бэк-вокал. - Иван Клюшин — гитара, бэк-вокал. - Анастасия Уварова — клавишные, синтезаторы. - Сергей Зимарин — ударные. Приглашённые музыканты - Сергей Шарапов — волторна, труба. - Роман Беляев — труба. | Технический персонал - Дмитрий Корякин — звукорежиссёр, запись, сведение, мастеринг. - Сергей Левченко — звукорежиссёр, запись клавишных, синтезаторы. - Тоня Царёва — фото, видео. - Екатерина Орлова — иллюстрации. |